# Campeonato de Primera División 1953 (Argentina)
El Campeonato de Primera División 1953 fue el vigésimo quinto torneo de la era profesional de la Primera División de Argentina, y el único organizado por la Asociación del Fútbol Argentino en la vigésima tercera temporada. Se inició el 5 de abril y finalizó el 22 de noviembre, habiéndose disputado en dos ruedas de todos contra todos. 
Tras una intensa pelea con Racing Club, por segundo año consecutivo, se consagró campeón al Club Atlético River Plate, con un triunfo en la última fecha frente al Club Atlético Newell's Old Boys, por 2 a 1.
Al ocupar el último lugar de la tabla, el Club Estudiantes de La Plata descendió a la Primera División B.

## Ascensos y descensos
| Pos | Equipo ascendido        |
| --- | ----------------------- |
| 1º  | Gimnasia y Esgrima (LP) |

| Pos | Equipo descendido en la temporada 1952 |
| --- | -------------------------------------- |
| 16º | Atlanta                                |

## Equipos
| Equipo             | Ciudad       |
| ------------------ | ------------ |
| Banfield           | Banfield     |
| Boca Juniors       | Buenos Aires |
| Chacarita Juniors  | Villa Maipú  |
| Estudiantes        | La Plata     |
| Ferro Carril Oeste | Buenos Aires |
| Gimnasia y Esgrima | La Plata     |
| Huracán            | Buenos Aires |
| Independiente      | Avellaneda   |
| Lanús              | Lanús        |
| Newell's Old Boys  | Rosario      |
| Platense           | Buenos Aires |
| Racing Club        | Avellaneda   |
| River Plate        | Buenos Aires |
| Rosario Central    | Rosario      |
| San Lorenzo        | Buenos Aires |
| Vélez Sarsfield    | Buenos Aires |

### Distribución geográfica de los equipos
| Región                 | Cant. | Equipos                                                                                         |
| ---------------------- | ----- | ----------------------------------------------------------------------------------------------- |
| Ciudad de Buenos Aires | 7     | Boca Juniors, Ferro Carril Oeste, Huracán, Platense, River Plate, San Lorenzo y Vélez Sarsfield |
| Conurbano bonaerense   | 5     | Banfield, Chacarita Juniors, Independiente, Lanús y Racing Club                                 |
| Ciudad de La Plata     | 2     | Estudiantes y Gimnasia y Esgrima                                                                |
| Ciudad de Rosario      | 2     | Newell's Old Boys y Rosario Central                                                             |

## Tabla de posiciones final
| Pos. | Equipo                  | Pts. | PJ | PG | PE | PP | GF | GC | Dif. |
| ---- | ----------------------- | ---- | -- | -- | -- | -- | -- | -- | ---- |
| 1.º  | River Plate             | 43   | 30 | 18 | 7  | 5  | 60 | 36 | 24   |
| 2.º  | Vélez Sarsfield         | 39   | 30 | 13 | 13 | 4  | 53 | 35 | 18   |
| 3.º  | Racing Club             | 39   | 30 | 16 | 7  | 7  | 53 | 40 | 13   |
| 4.º  | Independiente           | 35   | 30 | 14 | 7  | 9  | 52 | 47 | 5    |
| 5.º  | San Lorenzo             | 34   | 30 | 15 | 4  | 11 | 55 | 36 | 19   |
| 6.º  | Gimnasia y Esgrima (LP) | 32   | 30 | 13 | 6  | 11 | 55 | 43 | 12   |
| 7.º  | Boca Juniors            | 28   | 30 | 11 | 6  | 13 | 41 | 37 | 4    |
| 8.º  | Chacarita Juniors       | 28   | 30 | 9  | 10 | 11 | 35 | 38 | −3   |
| 9.º  | Rosario Central         | 28   | 30 | 10 | 8  | 12 | 43 | 51 | −8   |
| 10.º | Lanús                   | 27   | 30 | 11 | 5  | 14 | 44 | 45 | −1   |
| 11.º | Platense                | 27   | 30 | 8  | 11 | 11 | 48 | 61 | −13  |
| 12.º | Huracán                 | 26   | 30 | 9  | 8  | 13 | 43 | 52 | −9   |
| 13.º | Banfield                | 25   | 30 | 8  | 9  | 13 | 40 | 48 | −8   |
| 14.º | Ferro Carril Oeste      | 25   | 30 | 9  | 7  | 14 | 40 | 56 | −16  |
| 15.º | Newell's Old Boys       | 22   | 30 | 8  | 6  | 16 | 34 | 50 | −16  |
| 16.º | Estudiantes (LP)        | 22   | 30 | 9  | 4  | 17 | 35 | 56 | −21  |

|  | Campeón.                        |
|  | Relegado a la Segunda División. |

### Evolución de las posiciones

#### Primera rueda
| Equipo / Jornada        | 1  | 2  | 3  | 4  | 5  | 6  | 7  | 8  | 9  | 10 | 11 | 12 | 13 | 14 | 15 | 16 | 17 | 18 | 19 | 20 | 21 | 22 | 23 | 24 | 25 | 26 | 27 | 28 | 29 | 30 |
| Equipo / Jornada        |    |    |    |    |    |    |    |    |    |    |    |    |    |    |    |    |    |    |    |    |    |    |    |    |    |    |    |    |    |    |
| ----------------------- | -- | -- | -- | -- | -- | -- | -- | -- | -- | -- | -- | -- | -- | -- | -- | -- | -- | -- | -- | -- | -- | -- | -- | -- | -- | -- | -- | -- | -- | -- |
| River Plate             | 13 | 12 | 13 | 8  | 8  | 7  | 11 | 8  | 7  | 7  | 6  | 6  | 5  | 5  | 4  | 4  | 4  | 2  | 2  | 1  | 1  | 1  | 2  | 1  | 1  | 1  | 1  | 1  | 1  | 1  |
| Vélez Sarsfield         | 14 | 13 | 14 | 9  | 10 | 11 | 6  | 3  | 4  | 4  | 4  | 4  | 2  | 2  | 3  | 3  | 2  | 3  | 3  | 3  | 3  | 3  | 3  | 3  | 3  | 3  | 3  | 3  | 3  | 2  |
| Racing Club             | 5  | 4  | 5  | 4  | 4  | 2  | 2  | 5  | 2  | 2  | 3  | 2  | 3  | 3  | 2  | 2  | 1  | 1  | 1  | 2  | 2  | 2  | 1  | 2  | 2  | 2  | 2  | 2  | 2  | 3  |
| Independiente           | 1  | 2  | 1  | 3  | 1  | 1  | 1  | 1  | 1  | 1  | 1  | 1  | 1  | 1  | 1  | 1  | 3  | 4  | 4  | 4  | 4  | 4  | 4  | 5  | 6  | 6  | 4  | 4  | 4  | 4  |
| San Lorenzo             | 2  | 1  | 2  | 1  | 5  | 3  | 3  | 2  | 3  | 3  | 2  | 3  | 4  | 4  | 5  | 5  | 5  | 5  | 7  | 7  | 5  | 5  | 7  | 6  | 4  | 4  | 5  | 5  | 5  | 5  |
| Gimnasia y Esgrima (LP) | 12 | 8  | 4  | 10 | 11 | 12 | 12 | 13 | 12 | 9  | 10 | 10 | 7  | 7  | 6  | 6  | 6  | 6  | 5  | 5  | 6  | 6  | 6  | 4  | 5  | 5  | 6  | 6  | 6  | 6  |
| Boca Juniors            | 10 | 5  | 9  | 5  | 6  | 8  | 8  | 9  | 8  | 8  | 8  | 7  | 6  | 8  | 9  | 7  | 9  | 9  | 9  | 8  | 8  | 8  | 6  | 7  | 7  | 8  | 7  | 7  | 7  | 7  |
| Chacarita Juniors       | 3  | 7  | 7  | 11 | 12 | 14 | 14 | 14 | 14 | 14 | 14 | 12 | 14 | 14 | 13 | 13 | 13 | 13 | 10 | 13 | 11 | 9  | 11 | 8  | 9  | 7  | 8  | 8  | 8  | 8  |
| Rosario Central         | 10 | 10 | 10 | 7  | 3  | 5  | 4  | 4  | 5  | 6  | 5  | 5  | 8  | 6  | 8  | 11 | 11 | 11 | 12 | 10 | 10 | 10 | 8  | 9  | 8  | 9  | 9  | 9  | 11 | 9  |
| Lanús                   | 8  | 11 | 8  | 6  | 2  | 6  | 10 | 11 | 13 | 10 | 11 | 14 | 13 | 13 | 14 | 14 | 14 | 14 | 14 | 15 | 12 | 14 | 13 | 14 | 13 | 15 | 14 | 14 | 13 | 10 |
| Platense                | 8  | 6  | 12 | 14 | 14 | 13 | 13 | 12 | 11 | 13 | 15 | 15 | 12 | 12 | 11 | 10 | 8  | 7  | 6  | 6  | 7  | 7  | 10 | 11 | 10 | 10 | 10 | 11 | 9  | 11 |
| Huracán                 | 6  | 9  | 7  | 11 | 9  | 9  | 5  | 6  | 6  | 5  | 7  | 8  | 10 | 11 | 10 | 8  | 7  | 8  | 8  | 9  | 9  | 11 | 9  | 10 | 11 | 11 | 11 | 13 | 10 | 12 |
| Banfield                | 4  | 3  | 3  | 2  | 7  | 4  | 7  | 7  | 10 | 12 | 9  | 9  | 9  | 10 | 12 | 12 | 12 | 12 | 13 | 11 | 13 | 13 | 12 | 12 | 14 | 12 | 13 | 12 | 12 | 13 |
| Ferro Carril Oeste      | 6  | 13 | 11 | 13 | 13 | 10 | 9  | 10 | 9  | 11 | 13 | 11 | 11 | 9  | 7  | 9  | 10 | 10 | 11 | 14 | 15 | 16 | 16 | 15 | 12 | 13 | 12 | 10 | 14 | 14 |
| Newell's Old Boys       | 15 | 16 | 16 | 16 | 16 | 16 | 15 | 15 | 15 | 15 | 12 | 13 | 15 | 14 | 15 | 15 | 15 | 15 | 15 | 12 | 14 | 12 | 14 | 13 | 15 | 14 | 15 | 15 | 15 | 15 |
| Estudiantes (LP)        | 16 | 15 | 15 | 15 | 15 | 15 | 16 | 16 | 16 | 16 | 16 | 16 | 16 | 16 | 16 | 16 | 16 | 16 | 16 | 16 | 16 | 15 | 15 | 16 | 16 | 16 | 16 | 16 | 16 | 16 |

## Descensos y ascensos
Estudiantes (LP) descendió a Primera B, siendo reemplazado por Tigre para el Campeonato de Primera División 1954.

## Goleadores
| Jugador              | Jugador                | Goles | Equipo                  |
| -------------------- | ---------------------- | ----- | ----------------------- |
| Bandera de Argentina | Juan Armando Benavídez | 22    | San Lorenzo             |
| Bandera de Argentina | Juan José Pizzuti      | 22    | Racing Club             |
| Bandera de Argentina | Raúl Gutiérrez         | 21    | Gimnasia y Esgrima (LP) |
| Bandera de Argentina | Eliseo Prado           | 21    | River Plate             |
| Bandera de Argentina | Norberto Conde         | 19    | Vélez Sarsfield         |